# Jeżewo (Płońsk)
Pour les articles homonymes, voir Jeżewo.
Jeżewo (prononciation : [jɛˈʐɛvɔ]) est un village polonais de la gmina de Płońsk dans le powiat de Płońsk de la voïvodie de Mazovie dans le centre-est de la Pologne.
Il se situe à environ 6 kilomètres au sud de Płońsk (siège de la gmina et de la powiat) et à 60 kilomètres au nord-ouest de Varsovie (capitale de la Pologne).

## Histoire
De 1975 à 1998, le village appartenait administrativement à la voïvodie de Ciechanów.